# Richard Weibull (företagsledare)
Richard Verner Weibull, född 13 oktober 1878 i Landskrona, död där 23 februari 1950, var en svensk lärare och företagsledare.
Richard Weibull var son Walfrid Weibull. Han avlade mogenhetsexamen i Lund 1897 och studerade därefter klassiska och moderna språk vid Lunds universitet och blev filosofie kandidat 1908. Weibull studerade därefter språk utomlands och var 1910–1918 extraordinarie lektor i latin och franska vid läroverket i Landskrona. Han inträdde 1918 i familjefirman W. Weibull i Landskrona, där han även tidigare varit verksam. Han var med direktörstitel ända till sin död knuten till ledningen för det växande företaget och gjorde med sin praktiska inställning nyttiga insatser. Bland annat handhade han publikationsverksamheten och han tjänstgjorde även som souschef. Weibull deltog i det kommunala livet i Landskrona och tillhörde bland annat folkskolestyrelsen 1915–1922.